# Kreuz Leipzig-Süd
Kreuz Leipzig-Süd is een knooppunt in de Duitse deelstaat Saksen.
Bij dit klaverbladknooppunt ten zuiden van de stad Leipzig sluiten de B2 vanuit Leipzig en de A72 vanuit Chemnitz aan op de A38 Dreieck Drammetal-Dreieck Parthenaue.
In 2020 zal de A72 helemaal doorlopen tot in Leipzig.